# Omega (álbum de Enrique Morente)
Omega es un disco del cantante de flamenco Enrique Morente en colaboración con el grupo de rock granadino Lagartija Nick. Fue lanzado al mercado en 1996 por la discográfica El Europeo Música. En 2008 el disco volvió a ser editado.
En el álbum también participan numerosos artistas del flamenco, como Vicente Amigo, Tomatito, Estrella Morente, Isidro Muñoz o Cañizares, para adaptar poemas de Poeta en Nueva York de Federico García Lorca y temas del cantautor canadiense Leonard Cohen. Este disco ha sido todo un referente en la revolución del flamenco, y abrió sendas desconocidas hasta ese momento.
Tal ha sido la repercusión de esta obra, que cada cierto tiempo Enrique Morente y el grupo granadino volvieron a reencontrarse para presentar el espectáculo Omega en directo, como sucedió en el festival Primavera Sound 2008 celebrado en Barcelona, dentro de la nueva gira que se realizó ese mismo año, que les llevó hasta México a presentar su obra.
El 2 de diciembre de 2016 sus tres hijos Estrella Morente, Soleá Morente y José Enrique Morente celebraron el vigésimo aniversario del lanzamiento del disco con un concierto en la sala La Riviera de Madrid.

## Lista de canciones
| N.º | Título                                  | Letras                                                   | Música                                      | Duración |  |
| 1.  | «Omega»                                 | Federico García Lorca                                    | Enrique Morente, Lagartija Nick             | 10:48    |  |
| 2.  | «Pequeño vals vienés (Take This Waltz)» | Federico García Lorca                                    | Leonard Cohen                               | 5:33     |  |
| 3.  | «Solo del pastor bobo»                  | Federico García Lorca                                    | Juan Antonio Salazar                        | 3:42     |  |
| 4.  | «Manhattan ( First We Take Manhattan)»  | Leonard Cohen (adapt. Enrique Morente y Alberto Manzano) | Leonard Cohen                               | 4:44     |  |
| 5.  | «La Aurora de Nueva York»               | Federico García Lorca                                    | Vicente Amigo                               | 4:59     |  |
| 6.  | «Sacerdotes (Priest)»                   | Leonard Cohen (adapt. Enrique Morente y Alberto Manzano) | Leonard Cohen                               | 4:07     |  |
| 7.  | «Niña ahogada en el pozo»               | Federico García Lorca                                    | Enrique Morente, Cañizares y Lagartija Nick | 4:45     |  |
| 8.  | «Adán»                                  | Federico García Lorca                                    | Isidro Muñoz                                | 4:14     |  |
| 9.  | «Vuelta de paseo»                       | Federico García Lorca                                    | Enrique Morente y Lagartija Nick            | 5:08     |  |
| 10. | «Vals en las ramas»                     | Federico García Lorca                                    | Isidro Muñoz                                | 4:01     |  |
| 11. | «Aleluya (Hallelujah n. 2)»             | Leonard Cohen (adapt. Enrique Morente y Alberto Manzano) | Leonard Cohen                               | 6:24     |  |
| 12. | «Norma y paraíso de los negros»         | Federico García Lorca                                    | Isidro Muñoz                                | 4:34     |  |
| 13. | «Ciudad sin sueño»                      | Federico García Lorca                                    | Enrique Morente y Lagartija Nick            | 5:46     |  |